# Уайз (округ, Техас)
Округ Уайз (англ. Wise) — округ штата Техас Соединённых Штатов Америки. На 2000 год в нём проживало 48 797 человек. По оценке бюро переписи населения США в 2009 году население округа составляло 59 415 человек. Окружным центром является город Декейтер.

## История
Округ Уайз был сформирован в 1856 году. Он был назван в честь Генри Уайза, 33-го губернатора Виргинии, поддержавшего присоединение Техаса к США.

## География
По данным бюро переписи населения США площадь округа Уайз составляет 2390 км², из которых 2343 км² — суша, а 47 км² — водная поверхность (1,97 %).

### Основные шоссе
- Шоссе 287
- Шоссе 380
- Автострада 101
- Автострада 114

### Соседние округа
- Монтейг  (север)
- Кук  (северо-восток)
- Дентон  (восток)
- Таррант  (юго-восток)
- Паркер  (юг)
- Джэк  (запад)